# Kurt Gartlehner

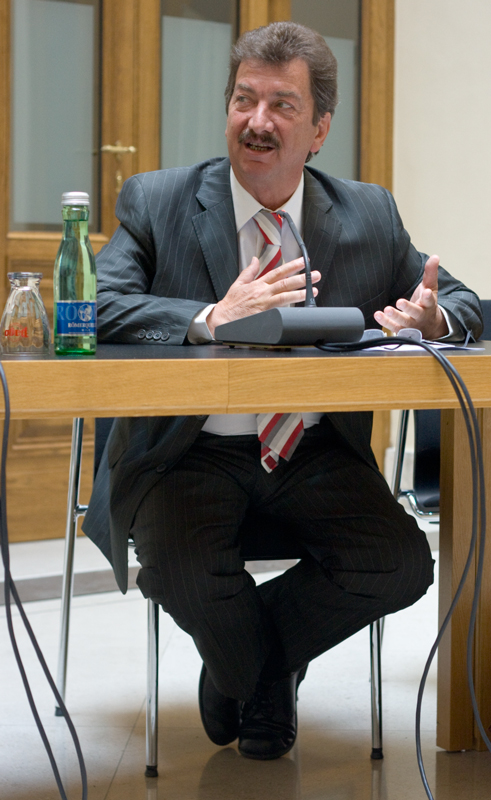
Kurt Gartlehner (2011)

Kurt Gartlehner (* 3. September 1952 in Großraming, Oberösterreich) ist ein österreichischer Politiker (SPÖ) und war von 1990 bis 2013 Abgeordneter zum Nationalrat.

## Ausbildung und Beruf
Nach seiner Ausbildung an der Volks- und Hauptschule in Großraming besuchte er die 4-jährige Fachschule in Waidhofen an der Ybbs, die er in der HTL für Werkzeug- und Vorrichtungsbau in Waidhofen an der Ybbs abschloss. 1974 holte er die Matura als 22-Jähriger nach.
Seit Juli 1974 war Kurt Gartlehner als Montagearbeiter bei Steyr Daimler Puch (SDP) tätig, bevor er im Oktober 1974 den Wehrdienst in Hörsching antrat. Ab Dezember 1975 arbeitete er als Messtechniker in der SDP-Forschung, ab Mitte 1978 war er Leiter der Auftragsplanung in der Wälzlagerproduktion. Nach einer innerbetrieblichen Managementausbildung übernahm Gartlehner 1981 die Hauptabteilungsleiterstelle in der Fertigungslogistik und wurde 1988 Leiter der Investitionsplanung bei der Svenska Kullagerfabriken Österreich AG, die im selben Jahr die Wälzlagerproduktion von SDP aufgekauft hatte. Aus dieser Position schied er 1993 aus. Von 1997 bis 2000 arbeitete er bei der Unternehmensberatungsfirma Ramsauer & Stürmer Consulting, seit 2000 ist er neben seiner politischen Tätigkeit als selbständiger Berater tätig.
Gartlehner ist verheiratet und hat zwei Söhne.

## Politische Laufbahn
Seit 1972 war Kurt Gartlehner Landesobmann-Stellvertreter der Sozialistischen Jugend in Oberösterreich. Ab 1979 war er Ortsparteivorsitzender in Großraming und wurde 1990 in den Österreichischen Nationalrat gewählt. 1997 wurde er Mitglied des Bundesparteivorstandes der SPÖ. Im Nationalrat war er von 2008 bis 2013 Obmann-Stellvertreter des Budgetausschusses sowie des Ausschusses für Forschung, Innovation und Technologie. Im Februar 2012 stellte er seine Funktion als Telekom-Sprecher des Parlaments-Klubs der SPÖ ruhend, nachdem im Zuge eines parlamentarischen Untersuchungsausschusses zur Klärung von Korruptionsvorwürfen erneut zur Sprache gekommen war, dass er ab Mitte 2007 eineinhalb Jahre lang monatlich 3.000 Euro von Peter Hochegger erhalten hatte, der als Lobbyist für die Telekom Austria tätig war.
Bei der Nationalratswahl 2013 verzichtete Gartlehner auf eine weitere Kandidatur und schied somit nach über 23 Jahren aus dem Parlament.
In der Legislaturperiode bis 2013 war er Mitglied in folgenden Ausschüssen:
Unterausschuss des Außenpolitischen Ausschusses; Ständiger Unterausschuss des Budgetausschusses; Ausschuss für Forschung, Innovation und Technologie; Ausschuss für Wirtschaft und Industrie; Budgetausschuss; Wissenschaftsausschuss.

## Auszeichnungen
- 2000: Großes Goldenes Ehrenzeichen für Verdienste um die Republik Österreich[4]